# Amyr Klink
Amyr Khan Klink (São Paulo, 25 de setembro de 1955) é um navegador e escritor brasileiro. Ele foi a primeira pessoa a fazer a travessia do Atlântico Sul a remo, em 1984, a bordo do barco IAT.

## Biografia
Nascido na cidade de São Paulo, é filho de pai libanês e mãe sueca. Amyr é formado em Economia pela Universidade de São Paulo (USP) e pós-graduado em Administração de Empresas pela Universidade Presbiteriana Mackenzie.

### Trajetória como navegador
Amyr ficou conhecido por suas expedições marítimas. O primeiro feito a ser amplamente divulgado correu entre 12 de junho a 19 de setembro de 1984, quando, em cem dias, realizou a travessia solitária em um barco a remo no oceano Atlântico. Foi um percurso de sete mil quilômetros entre Lüderitz, na Namíbia (África) e Camaçari, na Bahia , percorrido em solitário por Amyr.
Em dezembro de 1989 viajou rumo à Antártica em um veleiro especialmente construído para a expedição, o Paratii. Permaneceu sozinho por um ano na região, sendo que, por sete meses, seu barco ficou preso no gelo da Baía de Dorian. Da Antártica, rumou em direção ao Pólo Norte e retornou ao ponto de partida, a cidade de Paraty, em outubro de 1991.
A partir de então, passou a planejar uma viagem de circum-navegação da Terra, a bordo do veleiro Paratii. A viagem, que aconteceu entre 1998/1999 teve por objetivo  dar a volta ao mundo pela sua rota mais curta, rápida e difícil. Para cumprir o desafio, o Paratii partiu de um ponto no mapa, a ilha Geórgia do Sul, e navegou continuamente em linha reta até bater nesse ponto outra vez. Com isso, Amyr atravessou os oceanos Atlântico, Índico e Pacífico sozinho no leme do Paratii. Após 88 dias e 14 mil milhas náuticas, Amyr concluiu a viagem 

Cinco anos após a primeira circum-navegação, já com o Paratii 2, em 2003, Amyr partiu em direção às altas latitudes sul novamente. Desta vez com cinco homens na tripulação, o explorador conseguiu repetir a façanha conduzindo seu veleiro por latitudes mais altas do que na viagem de circum-navegação anterior – o Paratii 2 alcançaria os 68º Sul. De dezembro de 2003 a fevereiro de 2004, após 13 300 milhas náuticas (24 600 km), Amyr e sua equipe completaram outra volta ao mundo em apenas 76 dias.

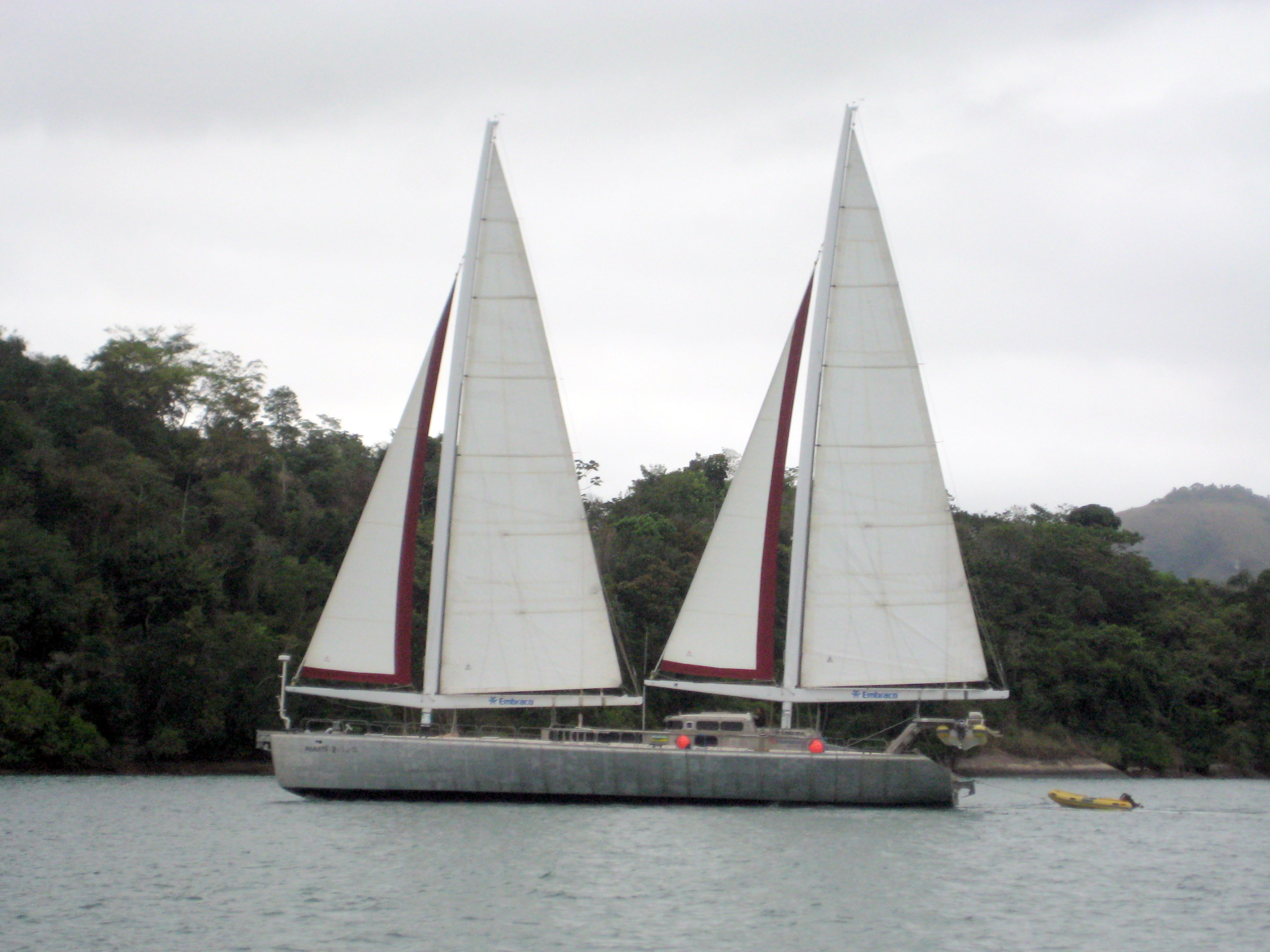
O "Paratii 2", um veleiro de Amyr Klink

### Atualidade
Além de escrever livros, Amyr Klink faz palestras sobre planejamento, motivação, trabalho em equipe, liderança, empreendedorismo, entre outros temas, no Brasil e no exterior. 
É pioneiro na área de palestrantes esportistas: em 33 anos de experiência, conta com mais de 2 500 palestras realizadas em 13 países. Ministra palestras em quatro idiomas (inglês, francês, espanhol e português). 
É diretor da Amyr Klink Planejamento e Pesquisa Ltda. e da Amyr Klink Projetos Especiais Ltda. É sócio fundador do Museu Nacional do Mar, localizado em São Francisco do Sul (SC) e da Revista Horizonte.

## Vida pessoal
Amyr é casado com a fotógrafa Marina Bandeira Klink e tem três filhas, as gêmeas Tamara⁣ e Laura, e a caçula Marina Helena.

## Obras
- Mar Sem Fim (ISBN 8571649898)[nota 2]
- As Janelas do Paraty (ISBN 8535909400)[nota 3]
- Paratii entre Dois Pólos (ISBN 8571642826)[nota 4]
- Cem Dias entre Céu e Mar  (ISBN 8535906428)
- Gestão de Sonhos, Riscos e Oportunidades (ISBN 8585651490)
- Os Portos do Mundo e o Porto do Rio
- Construindo o Futuro
- Linha-d'Água: Entre Estaleiros e Homens do Mar (ISBN 8535909400)[nota 5]
- Dias na Antártica: Imagens de um Expedição de Amyr Klink (ISBN 8599070010)
- Capotar é preciso: Gestão de projetos com Amyr Klink (ISBN 8582851030)

## Literatura
- Não há tempo a perder - Relato autobiográfico em depoimento a escritora Isa Pessoa - versão impressa e e-book[nota 6]

## Videografia
- Documentário Mar Sem Fimː Direção: Breno Silveira, 53 minutos, Conspiração Filmes / Vídeo Filmes / GNT - Globosat (2001)
- Documentário O Continente Gelado com Amyr Klink: Direção: Lawrence Wahba// e Paulo Martins, 91 minutos, National Geographic / Playarte (2006).